# Georg Brosi
Georg Brosi, né le 26 mars 1916 à Klosters-Serneus et mort le 26 juin 1984 dans la même commune (originaire du même lieu), est une personnalité politique suisse, membre de l'Union démocratique du centre (UDC).
Il est conseiller d'État du canton des Grisons de 1957 à 1965 et conseiller national de décembre 1959 à novembre 1979.

## Biographie
Georg Brosi naît le 26 mars 1916 à Klosters-Platz, village rattaché à la commune de Klosters, dans le canton des Grisons. Il est originaire du même lieu. Il est le fils de Johannes Brosi et d'Ursula Lötscher, agriculteurs.
Après son école obligatoire, il suit l'École normale à Schiers. Il exerce la profession d'instituteur en parallèle à celle d'agriculteur à Klosters-Platz de 1936 à 1946. 
Il épouse Margreth Prader en 1942. Il décède à Klosters le 26 juin 1984.

## Parcours politique
Il préside la commune de Klosters de 1946 à 1956 et de 1967 à 1978. Il siège en parallèle au Grand Conseil de 1953 à 1956.
Il est membre du Conseil d'État grison de 1957 à 1965, où il dirige le département de l'intérieur et de l'économie.
D'abord membre du Parti démocratique des Grisons, il est l'un des membres fondateurs de l'UDC en 1974[à vérifier]. Il siège au Conseil national de 1959 à 1979. Il préside le groupe UDC de 1976 à 1979[réf. nécessaire].

### Positionnement politique
S'intéressant en particulier aux domaines de l'économie de montagne, de la politique sociale et de la formation, il s'est fortement engagé en faveur du tourisme. Homme politique intègre, il était déchiré entre les nécessités économiques et la sauvegarde du paysage.